# Asparagus griffithii
Asparagus griffithii — вид рослин із родини холодкових (Asparagaceae).

## Середовище проживання
Ареал: Афганістан, Іран, Індія (Західні Гімалаї).